# Чернышёв, Арсений Макеевич
Арсений Макеевич Чернышёв (19 декабря 1923, х. Голубиновка, Ростовская область, СССР — 19 августа 1988, х. Недвиговка, СССР) — советский художник, живописец, портретист. Участник Великой Отечественной Войны. Член Союза художников СССР с 1949 года. 

## Биография
Родился в х. Голубиновка Белокалитвинского района Ростовской области. С детства проявлял способности к рисованию. В 1939 году он поступил в Ростовское художественное училище им. Грекова.
В начале Великой Отечественной Войны, в 1941 году, 18-летнего Арсения отправили в Астраханское артиллерийское училище. Оттуда молодым лейтенантом он попал на Сталинградский фронт. В бою был ранен и взят в немецкий плен. Три года провел в концлагерях и был освобожден американцами, вернулся в СССР.
Продолжил учебу в Грековском художественном училище (1946—1948), затем поступил в Киевский государственный художественный институт.
С 1957 года жил и работал в Ростове-на-Дону. Преподавал в Ростовском художественном училище имени М. Б. Грекова (1957—1970). Член Союза художников СССР с 1949 года.
Автор многих сюжетно-тематических композиций и натюрмортов, портретист. В своём творчестве уделял большое внимание отечественной и особенно донской истории. В начале 60-х годов он работал над панорамой для Азовского историко-археологического музея («Взятие крепости Азов русскими войсками»).
Был участником творческой группы по созданию живописно-архитектурного комплекса-панорамы «Плевенская эпопея 1877 года», посвященного 100-летию Плевенской эпопеи и освобождению Болгарии от османского ига.
Художник проявил себя и в качестве значительного мастера батального жанра. По признаю живописца, ему нравились степи и донские кони, не случайно поэтому, что он выделял для себя картины Митрофана Грекова. 
Существенная часть работ Чернышёва посвящена труженикам советского времени — токарям, дояркам, колхозникам.
Наряду с художниками-грековцами Московской студии, был в числе первых дарителей в фонды музея М. Б. Грекова в Новочеркасске.
Скончался 19 августа 1988 года, похоронен на местном кладбище.

## Память
Центральная улица хутора Недвиговка названа именем художника Арсения Чернышёва, в поселке открыт его Дом-музей.